# 麥凱 (加利福尼亞州卡拉韋拉斯縣)
麥凱（英語：McKay）是位於美國加利福尼亞州卡拉韋拉斯縣的一個非建制地區。該地的面積和人口皆未知。

## 地理
麥凱的座標為38°14′49″N 120°18′30″W / 38.24694°N 120.30833°W，而該地的平均海拔高度為1274米（即4180英尺）。